# 前英王愛德華八世之死及其葬禮
1972年6月5日，温莎公爵爱德华王子葬禮舉行。爱德华曾于1936年1月20日至12月11日担任英国国王及印度皇帝，尊号為爱德华八世，是最后一位在世的印度皇帝。逝世前他居住在法國巴黎。他的葬礼在温莎城堡的圣乔治教堂举行，葬礼三天后被安葬在浮若阁摩尔皇家墓园。1986年，他的遗孀温莎公爵夫人华里丝·辛普森与他合葬。

## 背景
1972年5月28日，爱德华在巴黎去世。他烟瘾很大，还患有咽喉癌。他在父親乔治五世去世后繼位使用尊號爱德华八世，于1936年1月20日至12月11日期间担任英国国王及印度皇帝，因希望与华里丝·辛普森结婚遭到首相斯坦利·鲍德温逼宮稱如果和华里丝·辛普森非貴賤通婚的話內閣將會辭職。爱德华八世因此被迫退位，并于1936年12月11日御准了1936年国王陛下退位宣言法令(南非于1937年才批准1937年国王爱德华八世陛下退位法令)下爱德华八世正式退位。他的弟弟约克公爵阿尔伯特王子继位，尊号是乔治六世。乔治六世于1952年去世，他的长女爱丁堡公爵夫人伊丽莎白公主继位，尊号是伊丽莎白二世。

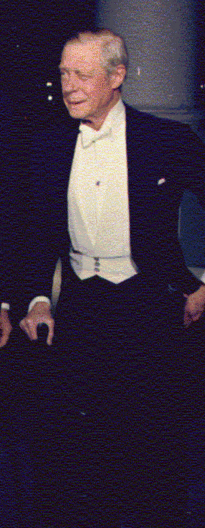
晚年的爱德华八世

1972年5月18日，也就是温莎公爵爱德华去世前10天，他的侄女伊丽莎白二世到巴黎拜访了他。死后，爱德华的遗体被空运至英国，降落在英国皇家空军基地，并于6月2日安葬于温莎城堡的阿尔伯特纪念教堂，第二天由威尔士卫队士兵抬至圣乔治教堂，在那里安葬了三天。棺材陈列在中殿中央铺着蓝色地毯的棺材上。每个角落都有一个大烛台，两端都标有十字。爱德华的棺材上覆盖着他的皇家旗帜，其中一个由其夫人华里丝·辛普森赠送的白色复活节百合组成的十字架。
他的遗孀华里丝在參加葬禮期间住在白金汉宫。在会见伊丽莎白王太后感到紧张，华里丝因动脉硬化而精神错乱 。由于爱德华八世的退位给丈夫乔治六世带来了压力，伊丽莎白王太后长期以来一直对她抱有反感。第一代缅甸的蒙巴顿伯爵路易·蒙巴顿則向华里丝保证，“你的弟媳会张开双臂迎接你”。

## 葬禮
葬礼于上午11点15分开始，持续了30分钟。礼拜前钟楼敲响一小时。仪式由温莎教务长朗斯洛特·弗莱明主持，坎特伯雷大主教迈克尔·拉姆齐给予祝福。约克大主教唐纳德·科根和苏格兰教会大会主席罗尼·塞尔比·赖特也出席了会议。 在嘉德纹章之王按照传统方式朗诵爱德华八世擔任君主期間的头衔之前，人们唱起了赞美诗“带领我们天父带领我们” （随后由皇家骑兵的国家号手演奏了《最后的哨兵》和《起床号》 。华里丝則坐在女王伊丽莎白二世和爱丁堡公爵菲利普親王旁边。王太后也在场。伊丽莎白二世的孩子威爾士親王查尔斯王子和安妮公主以及女王的妹妹斯诺登伯爵夫人斯诺登伯爵夫人玛格丽特公主和玛格丽特的丈夫第一代斯诺登伯爵安东尼·阿姆斯特朗-琼斯也在场。多位外交官和同行，首相爱德华·希思、反对党领袖哈罗德·威尔逊以及前首相兼外交大臣安东尼·艾登也出席了葬禮。參加葬禮者还有挪威国王奥拉夫五世、路易斯·蒙巴顿、肯特公爵爱德华王子和格洛斯特的理查德王子。爱德华唯一在世的弟弟格洛斯特公爵亨利王子因健康状况不佳而无法出席。他的灵柩由威尔士卫队士兵从阿尔伯特纪念教堂抬进圣乔治教堂。最后的哨声和起床号由号手在仪式结束后演奏。仪式结束后，爱德华被埋葬在浮若阁摩尔的皇家墓地。爱德华选择被埋葬在皇家墓地，而不是圣乔治教堂。葬礼仅有少數人参加。他们包括女王、爱丁堡公爵、威尔士亲王和温莎公爵的秘书约翰·厄特（John Utter），后者曾陪同公爵夫人前往英格兰，并在她返回巴黎时陪同她。仪式结束后，华里丝直接飞回巴黎。出席葬礼的还有悉尼·约翰逊 (Sydney Johnson)，公爵的贴身男仆。
爱德华的葬礼被电视台拍摄但没有转播，但在BBC广播3台进行了现场直播。BBC将他们的广播设备隐藏在温莎城堡墙壁的纸板和胶合板复制品后面，并配有仿制护墙和扶壁。

## 賓客

### 英国

#### 英國王室
- 溫莎公爵夫人华里丝·辛普森(愛德華八世遗孀)
- 女王伊丽莎白二世和爱丁堡公爵菲利普親王(愛德華八世侄女和侄女婿)
- 威爾士親王查尔斯王子(愛德華八世侄孫)
- 安妮公主(愛德華八世侄孫女)
- 第一代斯諾登伯爵安東尼·阿姆斯特朗-瓊斯和斯诺登伯爵夫人玛格丽特公主(愛德華八世侄女和侄女婿)
- 伊丽莎白王太后(愛德華八世弟媳)
- 肯特公爵爱德华王子(愛德華八世侄子)
- 格洛斯特的理查德王子(愛德華八世侄子)

#### 貴族
- 第一代缅甸的蒙巴顿伯爵路易·蒙巴顿

#### 政治人物
- 首相爱德华·希思
- 反对党领袖哈罗德·威尔逊
- 前首相兼外交大臣安东尼·艾登

### 外國王室
- 挪威國王奥拉夫五世（愛德華八世表弟）

### 愛德華下屬
- 约翰·厄特（秘書）
- 悉尼·约翰逊 ，公爵的贴身男仆。

### 宗教人士
- 坎特伯雷大主教迈克尔·拉姆齐

### 缺席
- 格洛斯特公爵亨利王子(愛德華八世弟弟)